# Zajeleńce
Zajeleńce (biał. Заеленцы; ros. Заеленцы) – wieś na Białorusi, w obwodzie witebskim, w rejonie brasławskim, w sielsowiecie Mieżany.

## Historia
W latach 1921–1945 ówczesna kolonia leżała w Polsce, w województwie nowogródzkim (od 1926 w województwie wileńskim), w powiecie brasławskim, w gminie Brasław.
Według Powszechnego Spisu Ludności z 1921 roku zamieszkiwało tu 125 osób, 121 było wyznania rzymskokatolickiego, 1 prawosławnego a 3 staroobrzędowego. Jednocześnie 63 mieszkańców zadeklarowało polską przynależność narodową a 62 białoruska. Było tu 25 budynków mieszkalnych. W 1931 w 29 domach zamieszkiwało 146 osób.
Miejscowość należała do parafii rzymskokatolickiej w Brasławiu. Podlegała pod Sąd Grodzki w Brasławiu i Okręgowy w Wilnie; właściwy urząd pocztowy mieścił się w Brasławiu.